# 東雲児童館
東雲児童館（しののめじどうかん）は、東京都江東区東雲にある児童館。住所は東京都江東区東雲2-4-4。都営東雲2丁目アパート4号棟の1階に位置する。

## 概要
開館時間　月~土　10:00～19:00、日　10:00~18:00(現在は新型コロナウイルス感染症対策のため13:00~14:00は図書室のみ利用可能、小学生は18:00まで利用可能)
休館日　毎月第2・第4日曜日

## 各部屋の詳細
- 集会室(147.94㎡)
- ベビールーム(遊戯室　60.91㎡)
- 図書室(41.62㎡)
- 図工室(41.62㎡)
- クラブ室1(育成室　63.95㎡)
- クラブ室2(育成室　43.31㎡)